# 竹内健 (工学者)
竹内 健（たけうち けん、1967年（昭和42年） - ）は、日本の工学者。東京大学大学院工学系研究科電気系工学専攻教授。博士（工学）（東京大学、2006年）。東京都出身。

## 略歴
私立芝中学校・高等学校を経て、1991年3月、東京大学工学部物理工学科卒業。1993年3月、東京大学大学院工学系研究科物理工学専攻修士課程修了。1993年4月、東芝研究開発センターUSLI研究所研究員。東芝では、世界初の64M、256M、512M、1G、2G、16GビットNANDフラッシュ・メモリの商品化に成功した。
2003年6月、スタンフォード大学ビジネススクール経営学修士課程修了（MBA）。2006年2月16日 東京大学大学院工学系研究科電子工学専攻、博士（工学）（論文）。博士論文 『NAND型フラッシュメモリの書き込み高速化に向けた回路設計に関する研究』。論文審査委員は桜井貴康（主査）、柴田直（副査）、高木信一（副査）、平本俊郎（副査）、藤島実（副査）、池田誠（副査）。
2007年に東芝を退社し、同年7月東京大学工学部電気電子工学科准教授、同大学大学院新領域創成科学研究科基盤情報学専攻准教授。2008年4月、東京大学大学院工学系研究科電気系工学専攻准教授。2012年4月、中央大学理工学部電気電子情報通信工学科教授。2020年4月、東京大学大学院工学系研究科電気系工学専攻教授。

## 著書
- 『世界で勝負する仕事術 最先端ITに挑むエンジニアの激走記』（幻冬舎（幻冬舎新書） 2012年1月 ISBN 9784344982475）
- 『10年後、生き残る理系の条件』（朝日新聞出版） 2016年1月 ISBN  9784022511379）